# Rugrats en París: La película
Rugrats en París: La película (originalmente en inglés: Rugrats in Paris: The Movie) es una película de animación del año 2000 dirigida por Stig Bergqvist y Paul Demeyer. Es la secuela de la película Rugrats: la película de 1998 y es la continuación de las aventuras de los Rugrats. Esta película fue producida por Paramount Pictures y Nickelodeon Movies y Klasky Csupo, estrenada originalmente en los cines el 17 de noviembre de 2000 en Estados Unidos.
Fue retransmitida como cine de verano en Nickelodeon el 30 de junio de 2001. La película fue un éxito de taquilla, con una recaudación estimada de 287 millones de dólares en todo el mundo, y recibió comentarios muy positivos de los críticos.

## Historia
Chuckie Finster toma ahora el papel de protagonista principal en esta segunda película de los Rugrats, después que Chuckie se diera cuenta de que necesitaba una nueva mamá, ya que su madre biológica murió cuando era apenas un recién nacido, la suerte de Chuckie llegaría a cumplir después de que Stu Pickles, padre de Tommy y Dil, decidiera ir con su familia y amigos a París, Francia; a reparar un gigantesco Reptar que se lo había dado a la malvada Jefa Coco LeBouche de Euroreptarland (Euroreptalandia), luego Chas conoce en ese lugar a Kira una mujer muy amable con los niños, madre de Kimi, es encargada de su jefa Coco LeBouche, después que Angélica le contó a Coco sobre Chas y Chuckie que necesita una nueva madre, y ella arma un plan para casarse con Chas Finster, para que Coco LeBouche sea la nueva presidenta de Euroreptaland ya que su presidente actual Yamaguchi decide buscar a un reemplazo para su empresa y para eso quien esté a cargo de Euroreptaland necesita tener el corazón de un niño. Ahora los bebes tendrán que impedir que Coco se case con Chas antes que diga "Acepto" en la boda. Afortunadamente Chuckie impidió la boda diciendo su primera palabra a los adultos: "NO". Al final Chas se dio cuenta de que Coco no era una buena mujer para él ni una buena madre para Chuckie, luego Angélica le contó todo al Sr. Yamaguchi que Coco se casaría con Chas solo para ser la presidenta de Euroreptaland que al final el Sr. Yamaguchi le dijo a Coco LaBouche y su asistente Jean-Claude que están despedidos. Al final apareció Kira diciendo todo lo que tramaba acerca de Coco pero Chas se dio cuenta de que se apresuraba de tener una nueva esposa que se olvidó de conocer mejor. Y finalmente Chas se casó con Kira y ella es la nueva esposa de Chas y madrastra de Chuckie y Kimi se convirtió en la media hermana de Chuckie, y él se sintió feliz de haber cumplido su deseo y que ahora las cosas sean de aquí en adelante. La película termina con una guerra de pasteles iniciada por los bebés.